# Трегубов Валерій Олександрович
Трегубов Валерій Олександрович (18 травня 1951 року — 30 вересня 2012) — кандидат архітектури, доцент, завідувач кафедри основ архітектури Полтавського національного технічного університету ім. Юрія Кондратюка, член-кореспондент Української Академії архітектури, голова регіонального відділення Всеукраїнського фонду відтворення видатних пам'яток історико-архітектурної спадщини імені Олеся Гончара, лауреат премії імені Самійла Величка.

## Біографія
- Народився 18 травня 1951 року в Полтаві
- 1967 — закінчив Полтавську художню школу
- 1968 — закінчив Полтавську середню школу № 2
- 1973 — закінчив архітектурний факультет Полтавського інженерно-будівельного інституту (нині — Полтавський національний технічний університет імені Ю.Кондратюка)
- Від 1973 року по 2012 — працював асистентом, старшим викладачем, доцентом, завідувачем кафедри основ архітектури Полтавського національного технічного університету імені Ю.Кондратюка
- 1989 — захистив дисертацію на здобуття вченого ступеню кандидата архітектури
- 1992 — отримав учене звання доцента
- Автор сотень наукових та навчально-методичних друків, науково-популярних статей, радіо- та телепередач, присвячених історії полтавської архітектури.
- Архітектор-практик.

Основні реалізовані проекти:
- Пам'ятник студентам та викладачам Полтавського інженерно-будівельного інституту, полеглим в роки Великої Вітчизняної війни (співавтор Л. Вайнгорт, скульптор О. Черницький);
- Пам'ятник воїнам-визволителям у смт. Чутовому Полтавської області (співавтори І. Фомін, Л. Вайнгорт, скульптор О. Черницький);
- Реставрація меморіальної каплиці на вул. Зіньківській в Полтаві (головний архітектор проекту, керівник авторського колективу);
- Михайлівська церква та дзвіниця у м. Світловодську (співавтор С. Шпіка);
- Покровська церква в Полтаві (співавтор С. Шпіка);
- Михайлівська церква в с. Ковалях Хорольського району Полтавської області (співавтор С. Шпіка);
- Церква Великомучениці Валентини в с. Богодарівці Лубенського району Полтавської області (співавтор С. Шпіка);
- Петропавлівська церква в с. Малій Побиванці Гадяцького району (співавтор О. Бєлявська);
- Пантелеймонівська церква в Полтаві (співавтор О. Бєлявська);
- Вознесенська церква в с. Пишненках Зіньківського району (співавтор О. Бєлявська);
- Відтворення історичної дзвіниці Спаської церкви в Полтаві (співавтор О. Бєлявська);
- Церква Симеона Богоприїмця в с. Михайликах Шишацького району (співавтор О. Бєлявська);
- Історико-етнографічна зона «Українське село» Національного Сорочинського ярмарку (співавтор О. Бєлявська);
- Містечко майстрів Національного Сорочинського ярмарку (співавтор Т. Бунякіна);
- Етнографічний ресторанний комплекс «Козачка» в Полтаві (співавтор Т. Бунякіна);
- Реконструкція та комплексний благоустрій поля Полтавської битви;
- Відтворення редуту поля Полтавської битви та Подільської вежі Полтавської фортеці XVIII сторіччя (співавтор К. Трегубов)
- Ротонда вшанування пам'яті полеглих учасників Полтавської битви (мозаїчні пано — художник Л. Тоцький, композиція «Злітаючі голуби» — скульптор С. Маргарян).
- Автор наукової концепції формування національного заповідника «Поле Полтавської битви».
- Створив сотні робіт у техніці чорно-золотої графіки, репрезентаційну поліграфіку Національного Сорочинського ярмарку.
- Автор ювілейного настінного календаря «200-років Полтавської губернії», поліграфічного дизайну двох випусків атласу «Полтава» (разом з О. Бєлявською).
- Автор більше двох десятків настінних календарів в авторській графіці.
- Створив десятки логотипів та фірмових знаків підприємств та організацій
- Автор та науковий керівник проекту відтворення видатної пам'ятки XVIII сторіччя — Святоуспенського кафедрального собору в Полтаві (співавтор О. Бєлявська, за участю С. Шпіки).
  - Собор відтворений відповідно проекту до рівня 8,10 м.
  - У квітні 2004 року за вказівкою А. Кукоби автори проекту В. Трегубов та О. Бєлявська були протизаконно відсторонені від подальшого виконання робочих креслень, а собор був спотворений замовником — громадою собору під керівництвом М. Храпача та підрядником — ЗАТ «Полтаватрансбуд» під керівництвом О. Ландаря шляхом суттєвого зниження його висоти, брутального спрощення декору, зниження висоти куполів тощо.

30 вересня 2012 року, після тяжкої хвороби і півроку боротьби за життя, Валерій Олександрович відійшов у вічність. 2 жовтня на подвір'ї архітектурного факультету відбулося прощання з ним. Похований на кладовищі в с. Вороніне. 
Дружина Оксана Юріївна.